# Kandas
Le kandas (ou king) est une des langues de Nouvelle-Irlande, parlée par 480 locuteurs dans la province de Nouvelle-Irlande, côte sud-ouest, villages Watpi, King et Kait.

## John 3:16 en Kandas
O God i maris a rakrakon bual, ra i pitar tar o Nutunu ara sot kut, sur osi ra in nurnur uni, in laun tukum ma ken iru.